# 布納 (巴布亞新畿內亞)
布納是巴布亞新畿內亞的城鎮，由北部省負責管轄。第二次世界大戰期間，日本軍隊在1942年7月21日至22日佔據該鎮後興建軍事基地。
8°40′S 148°24′E / 8.667°S 148.400°E